# Classe Tennessee (couraçados)
A Classe Tennessee foi uma classe de couraçados operada pela Marinha dos Estados Unidos, composta pelo USS Tennessee e USS California. Suas construções começaram em 1916 e 1917 no Estaleiro Naval de Nova Iorque e no Estaleiro Naval da Ilha Mare, foram lançados ao mar em 1919 e comissionados na frota estadunidense em 1920 e 1921. O projeto da Classe Tennessee era essencialmente uma repetição da predecessora Classe New Mexico, incorporando apenas pequenas mudanças e melhoramentos, incluindo um sistema de proteção subaquático aprimorado, relocação da bateria secundária para o convés superior e adoção de um novo sistema de propulsão turboelétrico.
Os couraçados da Classe Tennessee eram armados com uma bateria principal composta por doze canhões de 356 milímetros montados em quatro torres de artilharia triplas. Tinham um comprimento de fora a fora de 190 metros, uma boca de 29 metros, um calado de nove metros e um deslocamento carregado de mais de 33 mil toneladas. Seus sistemas de propulsão eram compostos por oito caldeiras a óleo combustível que alimentavam dois turbogeradores, que por sua vez proporcionavam energia para quatro motores elétricos até uma velocidade máxima de 21 nós (39 quilômetros por hora). Os navios também tinham um cinturão principal de blindagem com 203 a 343 milímetros de espessura.
Os dois navios tiveram primeiras décadas de serviço tranquilas que envolveram principalmente exercícios de rotina. Ambos estavam presentes no Ataque a Pearl Harbor em dezembro de 1941, com o Tennessee sendo levemente danificado e o California torpedeado e afundado. Ambos foram reparados e amplamente modernizados entre 1942 e 1944. Ao voltarem aos serviço foram empregados em funções de bombardeio litorâneo na Segunda Guerra Mundial, participando de várias ações nas Campanhas das Ilhas Aleutas, Ilhas Gilbert e Marshall, Ilhas Mariana e Palau, Filipinas e Ilhas Vulcano e Ryūkyū. Ambos foram descomissionados em 1947 e depois desmontados após 1959.

## Desenvolvimento
Os trabalhos de projeto na Classe Tennessee começaram em 14 de janeiro de 1915, com a equipe de projeto usando a predecessora Classe New Mexico como ponto de partida. O Conselho Geral da Marinha dos Estados Unidos queria construir um couraçado que deixasse de lado o "couraçado tipo padrão" sendo construído até então, especialmente na proteção de blindagem para que pudessem resistir aos novos canhões de 381 milímetros sendo adotados por marinhas europeias. Os couraçados padrão eram definidos por apenas mudanças relativamente pequenas e incrementais, algo que o Conselho Geral era contra, porém Josephus Daniels, o Secretário da Marinha, barrou isso e ordenou que os novos navios fossem essencialmente repetições da Classe New Mexico com alguns melhoramentos.
Por volta da mesma época, os europeus também passaram a desenvolver torpedos que poderiam alcançar distâncias maiores do que aquelas previstas para batalhas na época, que era entre 9,1 e 12,8 quilômetros. Consequentemente, um das principais preocupações dos projetistas passou a ser capacidade das novas embarcações de resistirem a ataques subaquáticos, seja de torpedos ou de minas navais. Eles decidiram incorporar quatro anteparas antitorpedo, que criaria quatro espaços vazios, a fim de garantir que os couraçados pudessem sobreviver a uma explosão subaquática. Destes espaços, os dois mais internos seriam preenchidos por água ou óleo combustível, o que absorveria a pressão e os gases da explosão. Este sistemas mostrou-se eficaz a foi usado em vários couraçados posteriores.
A classe foi autorizada em 3 de março de 1915, enquanto os trabalhos de projeto ainda estavam em andamento; testes no sistema antitorpedo só foram finalizados em fevereiro do ano seguinte. Enquanto isso, os trabalhos na classe seguinte de couraçados começaram, que se tornaria a Classe Colorado. Esta era essencialmente uma repetição da Classe Tennessee, com a principal mudança sendo a adoção de canhões principal de 406 milímetros sobre as armas de 356 milímetros de navios anteriores. O sistema de propulsão turbo-elétrico desenvolvido para a Classe Colorado foi retroativamente aplicado à Classe Tennessee em dezembro de 1915, antes das construções começarem.

## Projeto

### Características
Os navios da Classe Tennessee tinham  182,9 metros de comprimento da linha de flutuação, 190,2 metros de comprimento de fora a fora, boca de 29,7 metros e calado de 9,2 metros. Seu deslocamento padrão era de 32 818 toneladas, enquanto o deslocamento carregado chegava a 33 723 toneladas. Combustível e munição adicionais poderiam ser armazenados em condições de emergência, o que aumentava ainda mais o deslocamento para 38 557 toneladas, o que consequentemente também aumentava o calado para 10,6 metros. Os cascos tinham uma proa clipper a fim de reduzir a quantidade de água respingada no convés em mares bravios. Um fundo duplo corria por toda extensão do casco e este era amplamente compartimentalizado com o objetivo de reduzir o risco de inundações incontroláveis. Abaixo da linha de flutuação haviam 768 compartimentos, enquanto acima estavam mais 180. O convés principal corria por toda extensão das embarcações e continha a maior parte das acomodações da tripulação, que era formada por 57 oficiais e 1 026 marinheiros. Possuíam dois mastros de treliça com plataformas de avistamento para a bateria principal. A direção era controlada por um único leme.

### Propulsão
O sistema de propulsão instalado em ambos os couraçados era turbo-elétrico. Oito caldeiras de tubos d'água Babcock & Wilcox geravam o vapor necessário para impulsionar dois geradores turbo-elétricos Westinghouse, que por sua vez impulsionavam quatro motores elétricos que giravam quatro hélices triplas, estas tendo lâminas de 4,3 metros cada. As turbinas ficavam arranjadas em compartimentos estanques separados, um à vante e outro à ré no casco, com quatro caldeiras cada. Cada caldeira tinha sua própria sala de caldeira estanque, com duas caldeiras colocadas em cada lateral das turbinas. Os motores ficavam arranjados em três salas: uma grande central para os dois que giravam as hélices internas, e uma individual para cada um que giravam as hélices externas. Cada conjunto de quatro caldeiras tinha sua exaustão despejada por uma chaminé.
Esse sistema de propulsão tinham uma potência indicada de 29 mil cavalos-capor (21,3 mil quilowatts), proporcionando uma velocidade máxima de 21 nós (39 quilômetros por hora). O Tennessee alcançou uma velocidade máxima de 21,38 nós (39,6 quilômetros por hora) a partir de 30 027 cavalos-vapor (22 079 quilowatts) durante seus testes marítimos. O carregamento normal de óleo combustível dos navios era de 1 930 toneladas, mas espaços vazios no casco podiam ser usados para aumentar esse capacidade para 4 731 toneladas em casos emergenciais. Sua autonomia de cruzeiro era de oito mil milhas náuticas (quinze mil quilômetros) a uma velocidade de dez nós (dezenove quilômetros por hora), caindo para 2,5 mil milhas náuticas (4,6 mil quilômetros) a vinte nós (37 quilômetros por hora). A autonomia mais do que dobrava com o combustível de emergência, ficando em 20,5 mil milhas náuticas (38 mil quilômetros) a dez nós e 9,7 mil milhas náuticas (dezoito mil quilômetros) a dezoito nós (33 quilômetros por hora).

### Armamento

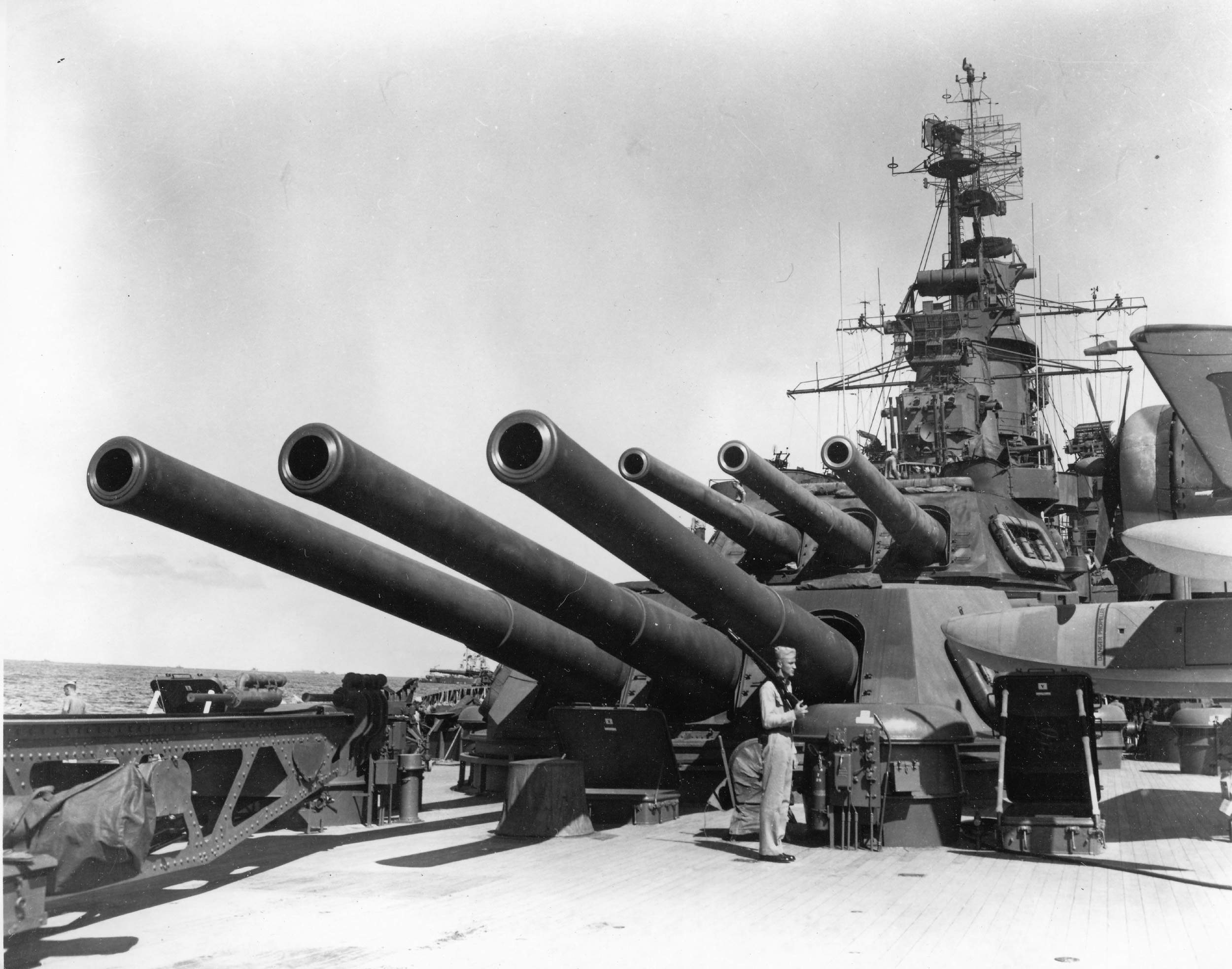
Os seis canhões principais de ré do California em agosto de 1945

O armamento principal da Classe Tennessee era formado por doze canhões Marco IV calibre 50 de 356 milímetros montados em quatro torres de artilharia triplas, duas sobrepostas à vante e duas sobrepostas à ré da superestrutura. Diferentemente de couraçados norte-americanos anteriores, as torres de artilharia da Classe Tennessee permitiam que cada canhão se elevasse independentemente. A construção dos dois navios começou depois da Batalha da Jutlândia em 1916, que tinha demonstrado o valor de projéteis em mergulho disparados a longas distâncias, assim suas torres foram modificadas durante as obras para permitirem uma elevação máxima de trinta graus. As armas disparavam projéteis perfurantes de 680 quilogramas com uma velocidade de saída de oitocentos metros por segundo, tendo um alcance máximo de 35,1 quilômetros. Usando o projétil de alta capacidade de 578 quilogramas, a velocidade de saída aumentava para 861 metros por segundo e o alcance também crescia para 33,5 quilômetros. Essas armas sofriam de uma dispersão excessiva em cada disparo, posteriormente sendo descoberto que a causa era câmaras excessivamente longas, o que permitia um espaço entre o projétil e as cargas de propelente. O problema acabou corrigido nos canhões Marco VII.
A bateria secundária consistia em catorze canhões Marco VIII calibre 51 de 127 milímetros, dez dois quais eram montados em casamatas nas laterais da superestrutura à meia-nau e um convés acima do convés principal, com seis arranjados para dispararem para vante e quatro para ré. Os quatro canhões restantes ficavam em montagens rotatórias um convés acima das outras armas, dois nas laterais da torre de comando e os outros dois nas laterais das chaminés. Os navios inicialmente seriam equipados com 22 canhões desse tipo, porém as experiências dos britânicos no Mar do Norte na Primeira Guerra Mundial tinha demonstrado que armas instaladas ao longo do casco, como essas a mais teriam sido, seriam praticamente inutilizáveis exceto em mares calmos. Consequentemente, as casamatas foram tapadas para evitar inundações. Os canhões Marco VIII disparavam projéteis de 23 quilogramas a uma velocidade de saída de 960 metros por segundo.
As embarcações também foram equipadas com quatro canhões Marco X calibre 50 de 76 milímetros para defesa antiaérea. Estes ficavam localizados no segundo convés, dois nas laterais dos guindastes dos botes e outros dois nas laterais do mastro principal. Eles disparavam projéteis de 5,9 quilogramas a uma velocidade de saída de 820 metros por segundo. Além disso, os navios levavam consigo uma variedade de outras armas, como canhões de saudação e também um canhão de campo e metralhadoras para uso de equipes de desembarque. Além disso, também eram equipados com dois tubos de torpedo de 533 milímetros, ambos submersos em cada lateral. Seu carregamento era de torpedos Bliss-Leavitt Marco VII, tendo uma ogiva de 146 quilogramas e um alcance de 11,4 quilômetros a 27 nós (cinquenta quilômetros por hora).

### Blindagem
O cinturão principal de blindagem tinha entre 343 e 203 milímetros de espessura e aproximadamente 5,5 metros de altura, metade do qual ficava acima da linha de flutuação. Ele protegia as partes vitais dos couraçados, incluindo depósitos de munição e salas de máquinas, começando da barbeta da primeira torre de artilharia e correndo até a barbeta da quarta torre; a popa tinha uma blindagem menor. As duas extremidades do cinturão eram fechadas por anteparas transversais de 343 milímetros de espessura. O convés blindado principal tinha até 89 milímetros de espessura e conectava-se ao topo do cinturão principal, correndo entre as anteparas transversais blindadas. Um segundo convés blindado tinha 64 milímetros e ficava abaixo do convés principal; sua espessura aumentava mais à ré para 127 milímetros, onde era era a única proteção horizontal, enquanto na proa sua espessura ficava em 76 milímetros. As torres de artilharia tinham frentes de 457 milímetros, laterais de 254 milímetros, traseiras de 229 milímetros e tetos de 127 milímetros. Uma segunda camada feita de teca foi usada para amortecer as estruturas do impacto de projéteis. As torres ficavam montadas em cima de barbetas com 330 milímetros de espessura. As torres de comando tinham laterais de 406 milímetros e tetos de 152 milímetros. As braçarolas blindadas das chaminés tinham 229 milímetros.

## Modificações
A Classe Tennessee passou por várias pequenas modificações em seus armamentos secundário e antiaéreo no decorrer das décadas de 1920 e 1930. Os dois canhões de 127 milímetros ao lado do mastro principal do Tennessee foram removidos em 1922 e mais quatro armas de 76 milímetros foram instaladas, duas onde os canhões de 127 milímetros estavam e as outras duas atrás dos canhões de 127 milímetros mais de vante. Todos os canhões de 76 milímetros foram removidos em 1928 e substituídos por oito canhões antiaéreos calibre 25 de 127 milímetros. O California passou por um rearmamento semelhante entre 1928 e 1929. Oito metralhadoras M2 Browning de 12,7 milímetros foram adicionadas, seis das quais nos tetos das plataformas de observação, dois no mastro dianteiro e quatro no mastro principal. As outras duas foram colocadas em pedestais nas laterais do mastro principal. O Tennessee recebeu de volta dois dos canhões de 76 milímetros em 1940, ficando nas asas da ponte de comando.
Outras alterações incluíram a instalação de equipamentos para a operação de hidroaviões. O California teve um catapulta instalada na sua terceira torre de artilharia principal em 1926 e recebeu três hidroaviões Vought UO-1 para reconhecimento e direção de disparo. O Tennessee passou por modificações semelhantes dois anos depois, mas sua catapulta foi instalada no convés da popa. Ele recebeu uma segunda catapulta na sua torre de artilharia no início da década de 1930, enquanto o California também recebeu uma catapulta no convés da popa. As catapultas no teto das torres de artilharia foram removidas em 1943 e ambos ficaram apenas com aquelas do convés da popa.
Os dois couraçados passaram por uma ampla reconstrução depois de serem danificados em dezembro de 1941 durante o Ataque a Pearl Harbor. Novas protuberâncias antitorpedo foram instaladas e sua compartimentalização interna foi melhorada ainda mais com o objetivo de fortalecer sua resistência contra danos subaquáticos. Suas superestrutura foram completamente reconstruídas, com as antigas e pesadas torres de comando sendo removidas e substituídas por torres bem menores que tinham o objetivo de reduzir a interferência nos arcos de disparo das armas antiaéreas. Estas novas torres tinham sido removidas de alguns cruzadores rápidos da Classe Brooklyn que tinham sido reconstruídos recentemente. O mastro dianteiro foi substituído por um mastro de torre que abrigava a ponte de comando e o diretório da bateria principal, enquanto a segunda chaminé foi removidas, com a exaustão de suas caldeiras sendo redirecionadas para uma primeira chaminé alargada. A proteção horizontal foi fortalecida consideravelmente a fim de melhorar suas resistências contra ataques aéreos, com 76 milímetros de aço de tratamento especial sendo adicionado ao convés sobre os depósitos de munição e 51 milímetros do mesmo aço de tratamento especial em outras áreas.
Seus armamentos também foram aprimorados. Ambas as embarcações receberam radares de varredura aérea e radares de controle de disparo tanto para sua bateria principal quanto para a bateria secundária, com esta passando a ser composta por uniformes dezesseis canhões calibre 38 de 127 milímetros arranjados em oito torres de artilharia duplas. Estas armas eram controladas por quatro diretórios Marco 37. A bateria antiaérea leve foi revisada e passou a consistir em quarenta canhões Bofors de 40 milímetros em dez montagens quádruplas e 43 canhões Oerlikon de 20 milímetros em montagens únicas. Todas essas alterações dobraram sua tripulação, que passou a ser de 114 oficiais e 2 129 marinheiros. O Tennessee recebeu radares de varredura aérea e controle de disparo mais modernos em 1945.

## Navios
| Navio      | Construtor                     | Homônimo   | Batimento             | Lançamento             | Comissionamento      | Destino             |
| ---------- | ------------------------------ | ---------- | --------------------- | ---------------------- | -------------------- | ------------------- |
| Tennessee  | Estaleiro Naval de Nova Iorque | Tennessee  | 14 de maio de 1917    | 30 de abril de 1919    | 3 de junho de 1920   | Desmontados em 1959 |
| California | Estaleiro Naval da Ilha Mare   | Califórnia | 25 de outubro de 1916 | 20 de novembro de 1919 | 10 de agosto de 1921 | Desmontados em 1959 |

## História

### Tempos de paz

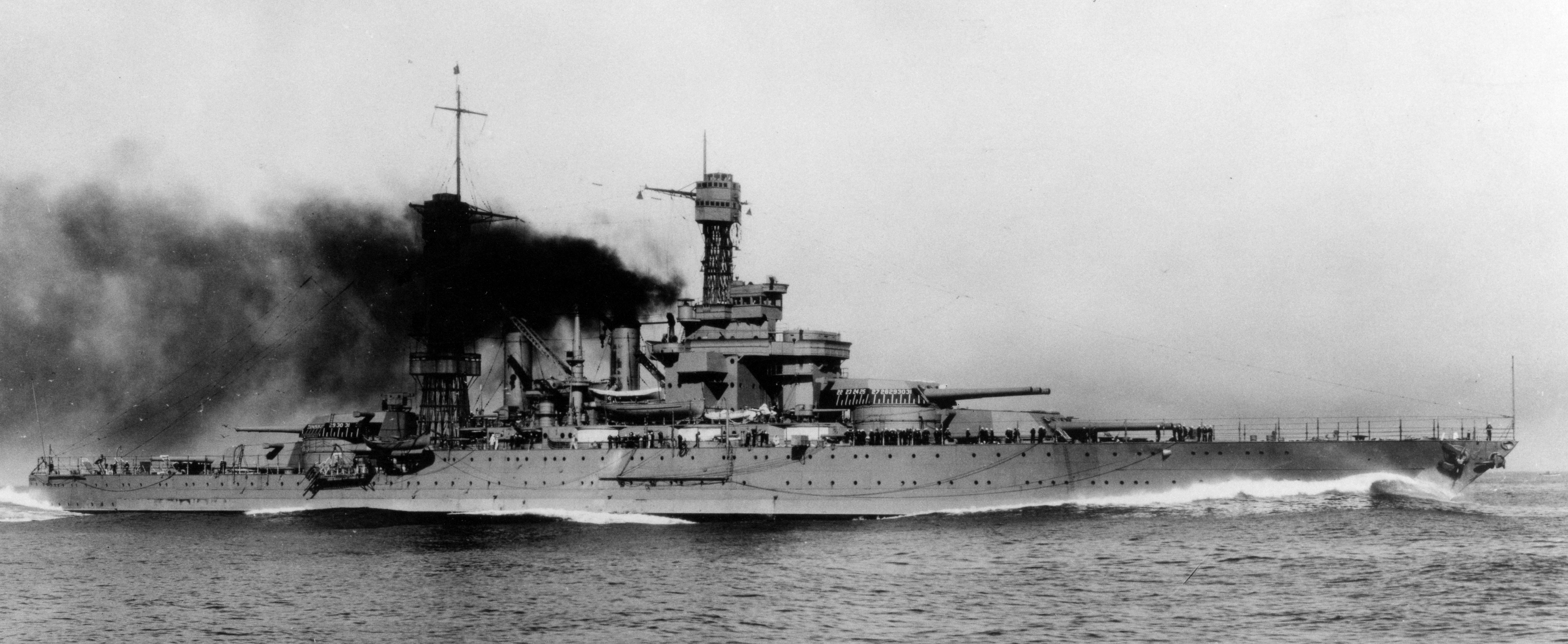
O California em 1921

O Tennessee e o California, durante em suas carreiras em tempos de paz, serviram na Frota do Pacífico, renomeada para Frota de Batalha em 1922 e depois para Força de Batalha em 1931, com o California especificamente servindo como capitânia. Os dois passaram as décadas de 1920 e 1930 participando de exercícios de treinamento de rotina com o resto da frota, incluindo os periódicos Problemas de Frota. Estes foram primordiais no desenvolvimento de táticas e operações que seriam usados na Segunda Guerra Mundial. As embarcações participaram também de viagens diplomáticas para outros países, incluindo uma para a Austrália e Nova Zelândia em 1925. O primeiro lançamento noturno de uma aeronave de um navio ocorreu no California em novembro de 1924, enquanto em março de 1933 o couraçado enviou uma equipe de desembarque para auxiliar nos resgates após um terremoto em Long Beach.
Tensões com o Japão devido à Segunda Guerra Sino-Japonesa cresceram no decorrer de 1940, assim o presidente Franklin D. Roosevelt ordenou que a Força de Batalha transferisse sua base de operações de Los Angeles na Califórnia para Pearl Harbor no Havaí a fim de dissuadir maiores agressões japonesas no Oceano Pacífico. Trabalhos de modernizações nos dois navios estavam programados para ocorrerem em 1940 e 1941, porém foram cancelados, assim como o Problema de Frota de 1941, pois a situação com o Japão estava próxima de uma crise e a marinha decidiu que a frota deveria ser mantida em alto estado de prontidão. Os japoneses realizaram um ataque surpresa contra Pearl Harbor em 7 de dezembro de 1941, afundando o California em água rasa, mas o Tennessee conseguiu escapar relativamente ileso, porém incêndios em outros couraçados deformaram algumas placas de seu casco. Ele acabou ficando preso contra seu cais de concreto depois do USS West Virginia ter afundado ao seu lado.

### Segunda Guerra
O Tennessee passou por reparos e uma pequena modernização no Estaleiro Naval de Puget Sound, enquanto o California foi reflutuado em meados de 1942 e também levado à Puget Sound, onde sua reconstrução começou em outubro. O Tennessee voltou ao serviço com uma bateria antiaérea leve aprimorada, porém pouco atuou devido a uma escassez de combustível no Pacífico na época. Foi decidido que ele deveria passar por uma reconstrução igual ao California, assim voltou para Puget Sound a fim de passar pelas modificações. Ficou pronto em maio de 1943 em tempo para participar da Campanha das Ilhas Aleutas na função de suporte de artilharia naval. Nesta função realizou bombardeios preparatórios contra posições defensivas japonesas e deu suporte para forças terrestres enquanto desembarcavam e lutavam contra os defensores inimigos.

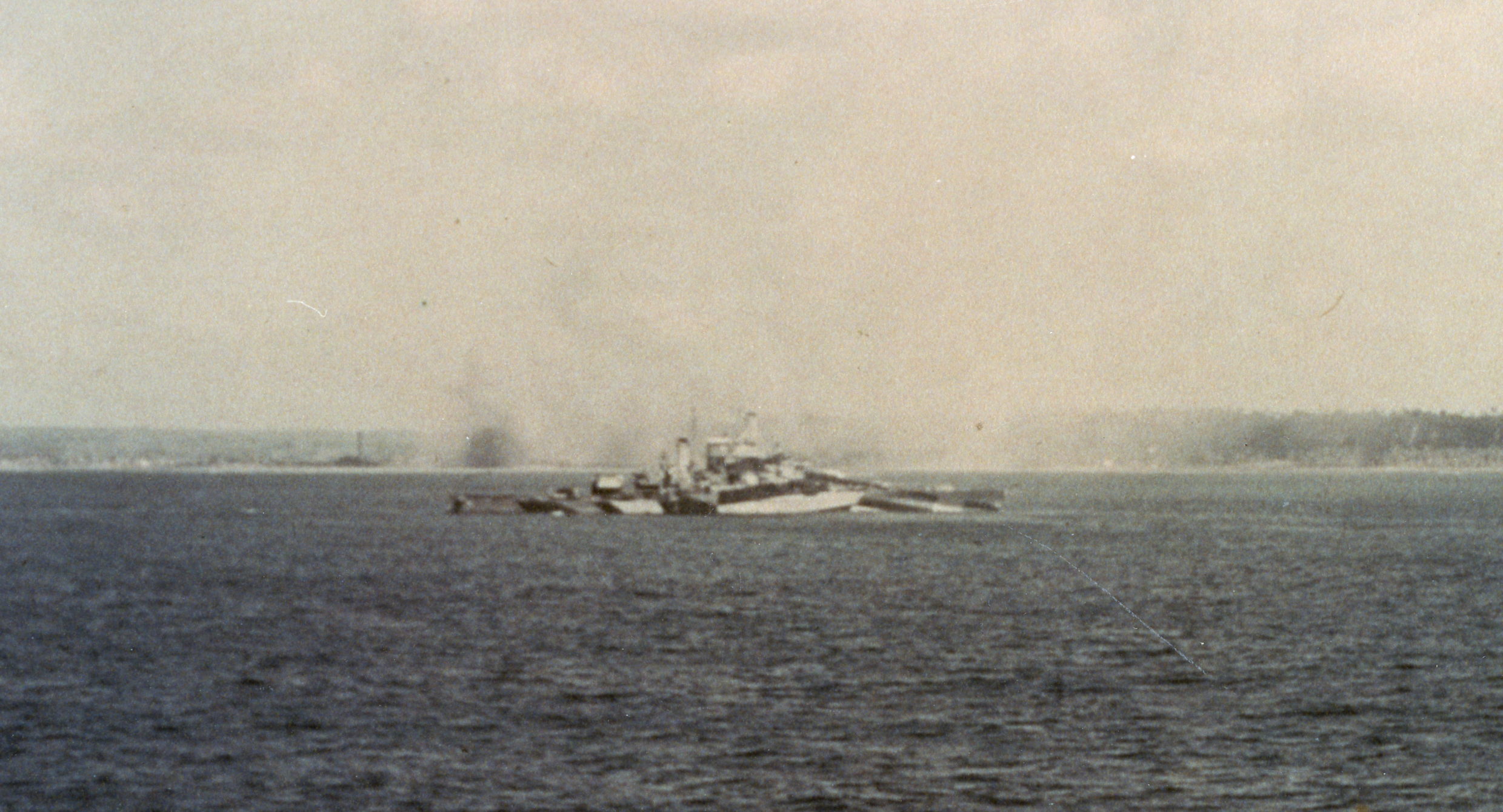
O California durante o bombardeio de Guam em julho de 1944

O couraçado em seguida foi enviado para a Campanha das Ilhas Gilbert e Marshall, começando com a Batalha de Tarawa em novembro. Seguiram-se as Batalhas de Kwajalein e Enewetak, com o California ficando pronto e voltando ao serviço nessa época. Este ainda estava em testes marítimos quando o Tennesse participou dos últimos estágios da Operação Roda de Carroça ao bombardear Kavieng. O California chegou no Pacífico em tempo para Campanha das Ilhas Marianas e Palau, com os dois couraçados bombardeando posições japonesas em Saipã, Tiniã e Guam. Os colidiram enquanto seguiam para seu último alvo em Peleliu, o que forçou o California a recuar para passar por reparos, mas o Tennessee mesmo assim conseguiu participar.
Ambos então participaram da Campanha das Filipinas, começando pela Batalha de Leyte em outubro de 1944 dando apoio aos desembarques anfíbios. Isto fez os japoneses lançarem um enorme contra-ataque que resultou na Batalha do Golfo de Leyte no final do mês. Nesta, o Tennessee e o California fizeram parte de uma força enfrentou navios inimigos no Estreito de Surigao, afundando dois couraçados, um cruzador pesado e vários contratorpedeiros. Os dois dispararam por tempo limitado durante o confronto, pois uma má compreensão das ordens a bordo do California fez este quase colidir novamente com o Tennessee, o que tirou ambos das posições de disparo.

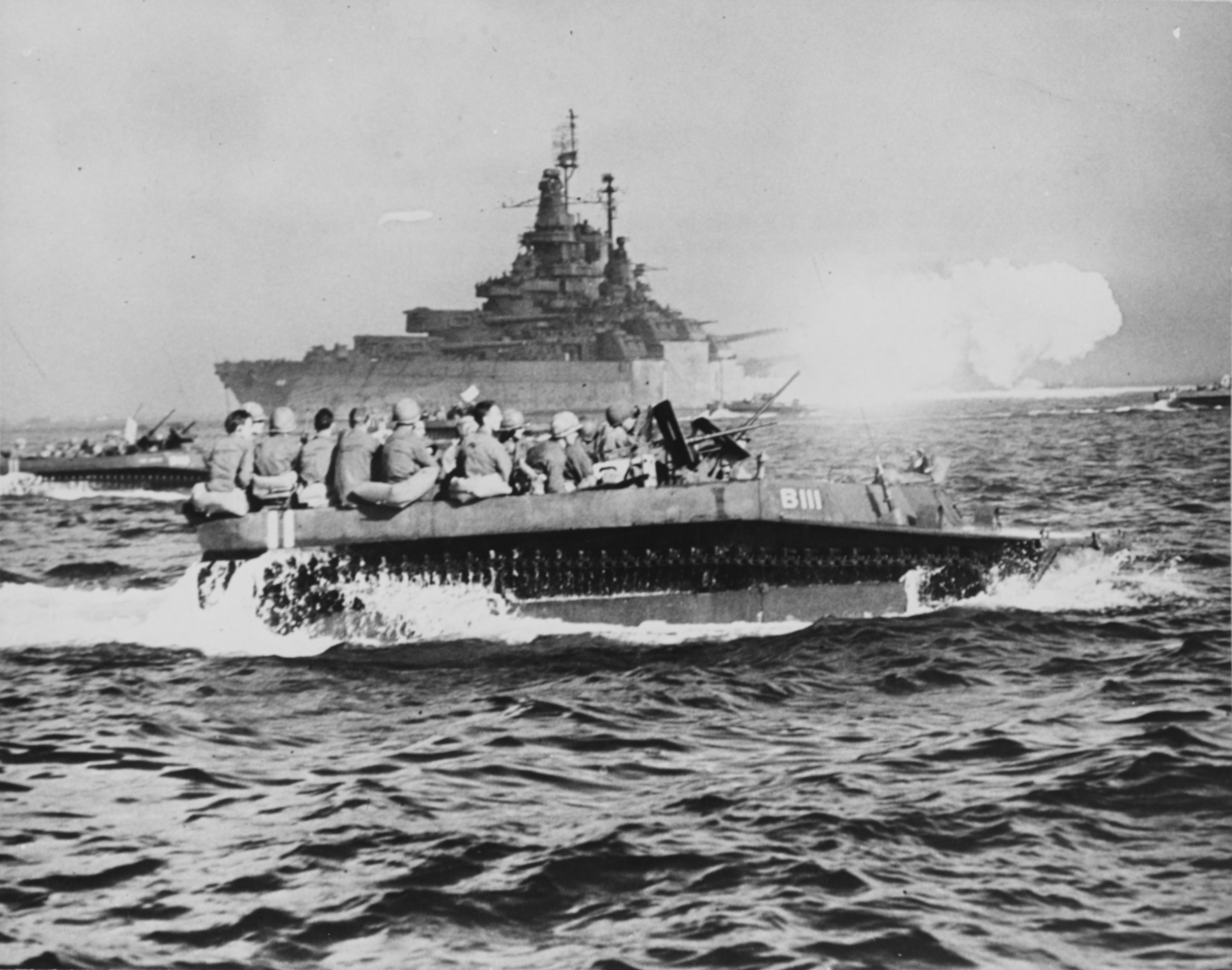
O Tennessee bombardeando Okinawa em 1º de abril de 1945 enquanto um veículo transporta tropas para a invasão

Depois disso o Tennessee voltou à Puget Sound para passar por manutenção, mas o California continuou nas Filipinas, sendo atingido por um kamikaze em janeiro de 1945 durante a Invasão do Golfo de Lingayen. O navio não foi seriamente danificado, porém mais de cinquenta tripulantes foram mortos e mais de 150 feridos. Voltou à Puget Sound para reparos, mesma época que os trabalhos no Tennessee foram finalizados, com este seguindo para o combate em Iwo Jima em fevereiro. Deu suporte de artilharia para as tropas em terra atacando o Monte Suribachi, seguindo então para iniciar os bombardeios preparatórios para a Batalha de Okinawa. Operou no confronto pelo mês seguinte, sendo atingido por uma kamikaze em abril, resultando em danos leves mas mais de vinte mortos e cem feridos. Recuou para Ulithi e ficou em reparos até o início de junho, retornando para a luta em Okinawa. O California retornou ao combate pouco depois e os dois couraçados continuaram suas funções de suporte de artilharia para as tropas em terra.
Suas últimas atividades antes do fim da guerra foram patrulhas sem incidentes no Mar da China Oriental. Ambos deram apoio para os estágios iniciais da ocupação do Japão em setembro, retornando então para os Estados Unidos no final do mês. Suas reconstruções os deixaram muito largos para poderem passar pelo Canal do Panamá, consequentemente voltaram para a Costa Leste pelo Oceano Índico e Oceano Atlântico. Foram descomissionados em fevereiro de 1947 e designados para a Frota de Reserva do Atlântico na Filadélfia. Foram removidos do registro naval em março de 1959 e vendidos para empresas de desmontagem em julho.